# Batalla de Mollwitz
La batalla de Mollwitz, que se libró el 10 de abril de 1741 cerca de un pueblo en Silesia a 20 km al sur de Breslavia, fue la primera victoria de Prusia sobre los Habsburgo austriacos en la primera guerra de Silesia.

## Antecedentes
La invasión de Silesia por los austriacos al mando de Wilhelm Reinhard von Neipperg en marzo de 1741 pilló al ejército prusiano en los cuarteles de invierno. Antes de que Federico II de Prusia pudiera reunir sus tropas, los austriacos avanzaron hasta Brieg (actualmente Brzeg), cortándole las comunicaciones con Breslavia y Berlín.
Federico II se vio forzado a atacarles. En contra de la usanza entonces, de dirigir a las tropas desde la retaguardia, Federico II tomó personalmente el mando de un ala del ejército. En la primavera de 1741 había apalabrado con su ministro Heinrich von Podewils lo que debía hacer en el caso de que fuera hecho prisionero:

En el caso desgraciado de que me hayan capturado, le ordeno que no cumpla mis órdenes durante mi ausencia, que aconseje a mi hermano Enrique y que el Estado no se rebaje a ejecutar actos indignos con el fin de conseguir mi libertad (...) Yo solamente soy rey si estoy en libertad.

## La batalla

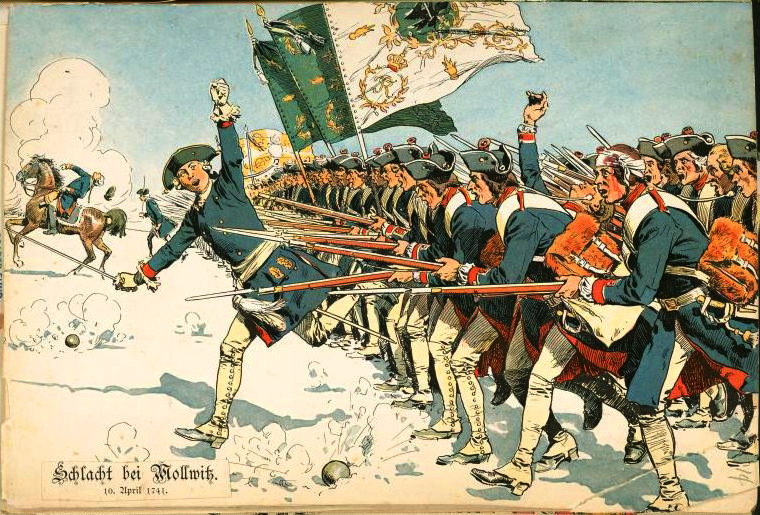
Infantería Prusiana.

Los prusianos llegaron a las cercanías de Mollwitz el 10 de abril de 1741 en medio de un temporal de nieve. A pesar del mal tiempo, el ejército prusiano de 20 000 hombres, formado por 31 batallones, 35 escuadrones y 60 cañones, avanzó en cinco columnas hacia Mollwitz. El austriaco Wilhelm Reinhard von Neipperg disponía también de 20 000 hombres distribuidos en 18 batallones, 86 escuadrones y 18 cañones. La artillería prusiana abrió el fuego a la una de la tarde, causando aprietos a los austriacos. Una hora después, 4500 jinetes y seis regimientos austriacos cambiaron de posición para evitar la zona de fuego enemiga y atacar el ala derecha prusiana. Esta ala tuvo que replegarse, la caballería huyó e incluso fracasó el contraataque del 11.º regimiento de coraceros con el propio rey al frente. El fuego de la infantería prusiana, especialmente de los batallones de granaderos, consiguió detener el ataque de la caballería austriaca, en el que resultó muerto su comandante.
En ese momento crítico el rey abandonó el campo de batalla a instancias de su mariscal Kurt Christoph von Schwerin, que quería salvar la vida del monarca, y se dirigió a Oppeln (actualmente Opole), pero este poblado ya lo había ocupado el enemigo. Así que a medianoche cabalgó de regreso a Mollwitz y en el camino le dieron la noticia de que habían ganado la batalla. Cuando la caballería austriaca empezó a retirarse, la infantería prusiana avanzó con la bayoneta calada y a tambor batiente al mando del mismo Schwerin, lo cual fue decisivo para la victoria.
Los austriacos perdieron 5340 hombres, los prusianos 5500. Otras fuentes mencionan 4500 y 4900 bajas, respectivamente.

## Consecuencias
La retirada de la caballería prusiana se ha calificado a menudo de fracaso. Posteriormente se introdujeron en Prusia reformas y nuevos reglamentos para mejorar la instrucción, formándose numerosos regimientos de húsares a modo de caballería ligera.